# Nyírmeggyes
Nyírmeggyes là một thị trấn thuộc hạt Szabolcs-Szatmár-Bereg, Hungary. Thị trấn này có diện tích 28,79 km², dân số năm 2010 là 2570 người, mật độ 89 người/km².